# Макієвка (Чамзінський район)
Макі́євка (рос. Макеевка, ерз. Макеевка) — селище у складі Чамзінського району Мордовії, Росія. Входить до складу Мічурінського сільського поселення.

## Населення
Населення — 9 осіб (2010; 16 у 2002).
Національний склад (станом на 2002 рік):
- росіяни — 75 %